# العلاقات الأندورية المالديفية
العلاقات الأندورية المالديفية هي العلاقات الثنائية التي تجمع بين أندورا والمالديف.

## مقارنة بين البلدين
هذه مقارنة عامة ومرجعية للدولتين:
| وجه المقارنة                                              | أندورا                                                     | المالديف       |
| --------------------------------------------------------- | ---------------------------------------------------------- | -------------- |
| المساحة (كم2)                                             | 468                                                        | 298            |
| عدد السكان (نسمة)                                         | 76.18 ألف                                                  | 436.33 ألف     |
| الكثافة السكانية (ن./كم²)                                 | 16.28 ألف                                                  | 146.42 ألف     |
| العاصمة                                                   | أندورا لا فيلا                                             | ماليه          |
| اللغة الرسمية                                             | اللغة الكتالونية                                           | اللغة الديفهي  |
| العملة                                                    | يورو                                                       | روفيه مالديفية |
| الناتج المحلي الإجمالي (بليون دولار)                      | 3.01 مليار                                                 | 4.60 مليار     |
| الناتج المحلي الإجمالي (تعادل القوة الشرائية) بليون دولار |                                                            | 5.23 مليار     |
| الناتج المحلي الإجمالي الاسمي للفرد دولار أمريكي          |                                                            | 8.39 ألف       |
| الناتج المحلي الإجمالي للفرد دولار أمريكي                 |                                                            | 12.53 ألف      |
| مؤشر التنمية البشرية                                      | 0.858                                                      | 0.706          |
| رمز المكالمات الدولي                                      | +376                                                       | +960           |
| رمز الإنترنت                                              | .ad                                                        | .mv            |
| المنطقة الزمنية                                           | ت ع م+01:00، توقيت وسط أوروبا، ت ع م+02:00، أوروبا/أندورا ‏ | ت ع م+05:00    |

## منظمات دولية مشتركة
يشترك البلدان في عضوية مجموعة من المنظمات الدولية، منها:
| علم المنظمة | اسم المنظمة                   | تاريخ انضمام أندورا | تاريخ انضمام المالديف |
| ----------- | ----------------------------- | ------------------- | --------------------- |
|             | منظمة الشرطة الجنائية الدولية | ?                   | ?                     |
|             | الأمم المتحدة                 | 28 يوليو 1993       | 21 سبتمبر 1965        |
|             | منظمة حظر الأسلحة الكيميائية  | ?                   | ?                     |
|             | يونسكو                        | 20 أكتوبر 1993      | 18 يوليو 1980         |
|             | الاتحاد الدولي للاتصالات      | 12 نوفمبر 1993      | 28 فبراير 1967        |

## وصلات خارجية
- موقع وزارة الخارجية الأندورية
- موقع وزارة الخارجية المالديفية